# Roya Hakakian
Roya Hakakian (persan : رویا حکاکیان ; née en 1966) est une poétesse, journaliste et écrivaine irano-américaine vivant aux États-Unis. Poétesse de langue persane devenue productrice de télévision pour des programmes comme 60 Minutes, Hakakian est connue pour ses mémoires, Journey from the Land of No en 2004. Ses essais sur les questions iraniennes apparaissent dans le New York Times, le Washington Post, le Wall Street Journal et sur NPR. Couronnée par une Bourse Guggenheim en 2008, elle publie Assassins of the Turquoise Palace en 2011, un essai sur les assassinats du restaurant Mykonos des dirigeants de l'opposition iranienne à Berlin.
Hakakian est l'une des membres fondatrices de l'Iran Human Rights Documentation Center (en) et siège au conseil d'administration de Refugees International (en). Dans son ouvrage Political Awakenings: Conversations with History, Harry Kreisler (en) note Hakakian comme l'une des « 20 plus importants militants, universitaires et journalistes de notre génération ».

## Enfance
Née et élevée dans une famille juive perse à Téhéran, Hakakian vit la Révolution iranienne en 1979 et la soutient activement avec d'autres libéraux. Alors que la Guerre Iran–Irak fait rage et que les lois restrictives deviennent courantes, elle émigre à contrecœur aux États-Unis en mai 1985 en demandant l'asile politique. S'installant dans la région de New York, elle étudie la psychologie au Brooklyn College et obtient une Maîtrise en travail social au Hunter College.

## Travaux

### Essais
Ses mémoires sur son enfance dans une famille juive perse dans l'Iran révolutionnaire,  de grandir un persan Juif adolescent en Iran révolutionnaire, Journey from the Land of No: A Girlhood Caught in Revolutionary Iran est l'un des Choix de la Semaine de Barnes & Noble, listé par le magazine Ms., cité comme le Meilleur livre de l'année par Publishers Weekly et le Meilleur livre de non-fiction du magazine Elle en 2004. Il remporte également le Latifeh Yarshater Book Award 2006 de la Persian Heritage Foundation, et en 2005 le prix du Meilleur Mémoire par le Connecticut Center for Book. Journey from the Land of No est traduit en plusieurs langues et est disponible au Canada, en Australie, en Nouvelle-Zélande, en Belgique, aux Pays-Bas, en Allemagne et en Espagne. Elle est aussi récipiendaire de la Bourse Guggenheim pour la fiction en 2008. Hakakian reçoit également une bourse de recherche du Wilson Center for International Scholars en 2014
Le dernier livre d'Hakakian, Assassins of the Turquoise Palace – publié le 6 septembre 2011, par Grove/Atlantic – est un essai racontant les Assassinats du restaurant Mykonos le 17 septembre 1992, à Berlin. Dans cette attaque, quatre activistes Kurdes et Iraniens sont tués en tant que leaders de l'opposition. Le livre d'Hakakian explore les assassinats et les implications de l'Iran, leurs retombées, et l'affaire connue sous le nom de Procès du Mykonos qui est devenu l'un des plus médiatisés en Europe, se terminant par l'implication du plus haut niveau du gouvernement iranien.

### Poésie
Hakakian est l'auteure de deux recueils de poèmes en persan, dont le premier, For the Sake of Water, est désigné comme le livre de poésie de l'année par Iran News en 1993. Elle est inscrite parmi les nouvelles voix de la poésie persane dans l' Oxford Encyclopedia of the Modern Islamic World. Sa poésie est apparu dans de nombreuses anthologies à travers le monde, y compris La Règle Du Jeu, Strange Times My Dear: The Pen Anthology of Contemporary Iranian Literature et le W.W. Norton’s Contemporary Voices of the Eastern World: An Anthology of Poems. Elle contribue à la Persian Literary Review, et travaille comme éditrice de poésie pour Par Magazine pendant six ans.

## Cinéma et télévision
Hakakian collabore à plus d'une douzaine d'heures de programmation en tant que journaliste, y compris pour 60 Minutes, Travels With Harry sur A&E, et pour le ABC Documentary Specials avec Peter Jennings, Discovery and The Learning Channel. Commandée par l'UNICEF, le film d'Hakakian, Armed and Innocent, qui s'intéresse au sujet de la participation des enfants mineurs dans les guerres dans le monde, est nommé pour le prix du meilleur court-métrage documentaire dans plusieurs festivals à travers le monde.

### Articles
Ses colonnes d'opinion, ses essais et ses critiques de livres apparaissent dans les publications en langue anglaise, tel le New York Times, le Washington Post, le Huffington Post et le Wall Street Journal. Elle contribue également à l'Édition du Week-end de All Things Considered de NPR.

## Victime de piratage
En février 2015, ses comptes Gmail et Facebook sont piratés, ainsi que son téléphone portable personnel.